# Микела-Белведере (Бреша)
Микела-Белведере је насеље у Италији у округу Бреша, региону Ломбардија.
Према процени из 2011. у насељу је живело 25 становника. Насеље се налази на надморској висини од 87 м.